# المدرسة الترابطية
المدرسة الترابطية هي مدرسة قائمة على مفهوم الترابط، وتعتمد أن كل العمليات العقلية تتكون من ارتباطات سواء كانت مكتسبة من المواقف والسلوك. وهي تعتبر مذهبا أو شبه مبدأ، ولم تصل بعد إلى مبدأ أو مدرسة في علم النفس مثل: النظرية البنائية والوظيفية وغير ذلك.
تبدأ المعرفة عن طريق الحوافز أو الأحاسيس، وأن العالم هو عالم فوضوي، والعقل هو الذي يقوم بتنظيمه. إذ الأشياء التي ندركها تتألف من إحساسات منفصلة، يقوم العقل بربطها. وسميت هذه المدرسة بالترابطية لأنها قامت على أساس ترابط الأفكار، ولو رجعنا لفلسفة أرسطو الذي يقول إن الأفكار تتشابه أو تختلف أو تقترب يستحيل أن تربط بعضها ببعض. ومن هنا وضعت هذه المدرسة شروطا تحقيق الترابط.

## شروط أو قوانين الترابط
1/ وجود تجاور في الزمان : الاحداث المتقاربع زمانياً ترتبط مع بعضها.
2/ وجود تقارب بالمكان : الاحداث المتقاربه جغرافياً ترتبط مع بعضها.
3/ وجود تشابه بالأحداث : فكرة بتذكرها نتذكر فكرة تشبهها.
4/ وجود تناقض بالأحداث: فكرة بتذكرها نتذكر فكرة متناقضه معها.
فهذا يمكن عزوه إلى أرسطو عندما تكل عن التذكر في علم المنطق عندما قال أن (أ) يذكركـ(ب) فالصلة بينهم هي إذا تجاور في المكان والزمان تشابه اقتران.
وعلى ذلك نجد أن هذة المدرسة تأثرت بفكرة أرسطو بتفكير المدرسة بشكل خاص وللمعرفه بشكل عام فالمؤثر الأول لهذة المدرسة الفيلسوف أرسطو كما سماه فلاسفة العرب هنا ويمكن القول في بريطانيا أنهم ورثه أرسطو.
- علماء هذة المدرسة اتخذوا الترابط أساساً لهم، بحيث جعلوة العملية العقلية الوحيدة.
وهناك علماء أثروا الترابطية بمافهيم جديدة مثل: بنجاهوس وثورندايك وبافلوف صآحب نظرة التعلم الشرطي والذي قال بأن الترابطات لاتكون بين الأفكار وإنما بين مثيرا واستجابات.

## أساسيات المدرسة الترابطية
1/ المعرفة بدأت عن طريق الحواس وترابط الأفكار من خلال تجاور المكان والزمان وتشابه وتناقض الأحداث.
2/ يرون أن الترابطية هي العملية العقلية الوحيدة للمعرفة وهي أساس العمليات التالية.
3/ اشاروا إلى وجود عمليتين عقليتين هما الاسترجاع والإحساس.
4/ ظهور نظرية «التدريب العقلي الفني» وهذة النظرية ما زالت اثارها باقية حتى اليوم. من نظرية التدريب العقلي نادى بها :
أ) انجشطالت
ب) البنائية
ج) الترابطية

## توماس هوبس
توماس هوبس فيلسوف درس في اكسفورد ومن أشهر كتبه (التنين) مقصدها السياسة، ممثل لفلاسفة القدامي في المدرسة الترابطية.
- من آرائه :
1/ العقل هو الذي يتحكم في تصرفات الإنسان، ومحتوى العقل يأتي من الحواس وأن الأفكار تتابع طيقاً لمبدأ الأقتران.
2/ اشار إلى وجود عمليتين عقليتين هما الاسترجاع والإحساس.
وأما الترابط هو عملية كل العمليات العقليه، وأن هناك مايؤثر على الحوافز وهو ماسمى الآن بالمثير وقد يكون صوتاً
أشار أن الحركة الأصلية هي الإحساس وأن الحركة الداخلية هي الصورة الذهنيه التي يمكن استرجاعها وهكذا فسر هوبز العمليات العقليه بالإحساس ثم الصورة الذهنية.
3/ اشار إلى أن الإنسان يستجيب للمثير بحركه عضليه وأن اتجاه هذه الحركة يتحدد من الداخل والاستجابة تكون أما بالقبول أو الرفض.
4/ الرغبة هي حركه تدل على ابتداء الاقتراب بعكس الصور والذي يعتبر ابتداء التجنب، وذكر نوعين من الرغبات
أ) رغبة فطرية : الأكل والشرب
ب) رغبة مكتسبة : التجارب الحياتيه.